# Psychotraumatologia
Psychotraumatologia – dziedzina psychologii zajmująca się osobami doświadczającymi traumy – badaniem zjawisk i mechanizmów występujących po doświadczeniu sytuacji, która zagrażała zdrowiu lub życiu, pomocą osobom, które doświadczyły tego rodzaju sytuacji i kryzysów oraz metodami pracy i rozumienia zjawisk psychicznych związanych z traumą.
Psychotraumatologia znajduje zastosowanie m.in. w pracy socjalnej, w instytucjach pomocy psychologicznej oraz zajmujących się terapią uzależnień, jak również w pracy nauczycielskiej albo w działalności pedagogów szkolnych. Nauka służyć może pomocą w opiniowaniu sądowym czy odszkodowawczym. Rozwinęła się znacząco po II wojnie światowej.